# Dolmen de la Pierre Plate
Der Dolmen de la Pierre Plate (auch Allée couverte de la Pierre Plate) ist eine Megalithanlage in Presles im Norden des Département Val-d’Oise in Frankreich. Er liegt im Wald von L’Isle-Adam, zwei Kilometer südwestlich der Stadt Presles, nicht weit von der Autoroute A15. Dolmen ist in Frankreich der Oberbegriff für Megalithanlagen aller Art (siehe: Französische Nomenklatur).
La Pierre Plate ist ein eingetieftes Galeriegrab, dessen Decksteinoberseiten ursprünglich bündig mit dem umgebenden Bodenniveau abschlossen. Drei Deckenplatten sind noch vorhanden. Der Zugang zur Vorkammer erfolgte durch ein koaxiales, inzwischen schwer beschädigtes Seelenloch.
Als die neolithische Anlage im Jahre 1926 von Bernard Bottet (1900–1971) einem Cousin von Henri Breuil ausgegraben wurde, wurden die Reste von über 100 Personen gefunden – Schädel und Langknochen getrennt. Die Trepanationen in den Schädeln waren in einigen Fällen verheilt. 
Das Galeriegrab wurde 1932 als Monument historique eingestuft und 1974 restauriert.
In der Nähe liegen das Galeriegrab Allée couverte Le Blanc Val südwestlich der Ortschaft La Croix; der Coffre de Bellevue liegt nordöstlich und La Pierre Turquaise liegt etwa 4,0 km östlich.